# 普通念珠藻
葛仙米藻（學名：Nostoc commune; star jelly, witch's butter, mare's eggs, fah-tsai, facai），又稱地木耳、雷公菌、地耳菜、地軟兒、地皮菇、地皮菜、雨來菇、情人的眼淚、天使眼淚、上帝的眼淚，是一種陸生的可食用藍綠菌。

## 形態
本种藻體为空心、凝膠球狀，後擴展為扁平，薄鞘裡面有許多分枝的頭髮樣結構，為常有穿孔的膜狀物或革狀物。有時會出現不規則的捲曲，形似木耳，在潮濕環境中呈藍色、橄欖色；失水乾燥後藻體呈不顯眼的黃綠色或黃褐色。

## 分布
本种分布於世界各地，能夠在極端的條件下如極地地區和乾旱地區生存，为陸地或淡水物種，生存于土壤、砂砾、苔蘚和鵝卵石之間形成鬆散的團塊。在新加坡，本种生長于鹼性土壤、苦鹹水、稻田、懸崖以及潮濕的岩石上。

## 生态
本种可以從大氣中抓取氮，因此可以生活在沒有含氮的土地上。虽然沒有葉綠體，但含有能光合作用的細胞質。它本身還含有可吸收中長波長的紫外線輻射的物質，這使得它可以在輻射水準高的地方生存。
在不利條件下，本种可以保持一段較長的時間處於休眠狀態，形勢好轉時再予恢復。人們已經發現，胞外多糖是至關重要的抗逆性和恢復能力。
本种可在一些角苔门植物的叶状体中共生，如黃角苔屬（[Phaeoceros] 错误：{{Lang}}：文本有斜体标记（帮助））。
雨來菇栽培環境需要無汙染的水源，充足的日照及乾淨的空氣，目前不僅發現恆春半島部分田區適合栽種雨來菇，桃園大溪紫園盆栽也有自然生產出的雨來菇。
產量非常稀少。目前在人工栽種技術的幫助下，雨來菇不必再受限於雨季，一年四季都可以生產。

## 食用
菲律賓、印度尼西亞、日本和台灣常将本种常作为食物。同属物种髮菜（[Nostoc flagelliforme] 错误：{{Lang}}：文本有斜体标记（帮助））也是食品。
本種口感介於黑木耳和海藻類之間，是恆春半島居民餐桌上的在地美食，台灣原住民稱其為「上帝的眼淚」或是「下雨天的大便」，餐廳業者則美名為「情人的眼淚」為一道極美味的菜餚。早年多在下雨後才現身於山林地表上，是一種「地皮菜」，當地人稱之為「草木耳」，雨來菇料理包括日式藻冷麵、藻健康燴麵、雨來菇肉圓、雨來菇雞湯、雨來菇沙拉、雨來菇馬芬蛋等。

## 文化
據傳在東晉時，被尊稱為「葛仙翁」 的葛洪曾採食這種生物為食，因此物託人名，故稱為「葛仙米」。

## 外部連結
- Video footage of Nostoc commune
- 江西上饒／地耳菜伴雨開花 （页面存档备份，存于）